# Duval (Saskatchewan)
Duval es un pueblo canadiense situado en la provincia de Saskatchewan.

## Superficie
Duval tiene una superficie de 0,67 km².

## Demografía
En 2021, tenía 95 habitantes, una densidad poblacional de 141,9 hab./km², y 55 viviendas.